# Guide culturel
Pour l'ouvrage, voir Guide touristique.
 (janvier 2025).
La mise en forme du texte ne suit pas les recommandations de Wikipédia : il faut le « wikifier ».
Les points d'amélioration suivants sont les cas les plus fréquents. Le détail des points à revoir est peut-être précisé sur la page de discussion.
- Les titres sont pré-formatés par le logiciel. Ils ne sont ni en capitales, ni en gras.
- Le texte ne doit pas être écrit en capitales (les noms de famille non plus), ni en gras, ni en italique, ni en « petit »…
- Le gras n'est utilisé que pour surligner le titre de l'article dans l'introduction, une seule fois.
- L'italique est rarement utilisé : mots en langue étrangère, titres d'œuvres, noms de bateaux, etc.
- Les citations ne sont pas en italique mais en corps de texte normal. Elles sont entourées par des guillemets français : « et ».
- Les listes à puces sont à éviter, des paragraphes rédigés étant largement préférés. Les tableaux sont à réserver à la présentation de données structurées (résultats, etc.).
- Les appels de note de bas de page (petits chiffres en exposant, introduits par l'outil «  Source ») sont à placer entre la fin de phrase et le point final[comme ça].
- Les liens internes (vers d'autres articles de Wikipédia) sont à choisir avec parcimonie. Créez des liens vers des articles approfondissant le sujet. Les termes génériques sans rapport avec le sujet sont à éviter, ainsi que les répétitions de liens vers un même terme.
- Les liens externes sont à placer uniquement dans une section « Liens externes », à la fin de l'article. Ces liens sont à choisir avec parcimonie suivant les règles définies. Si un lien sert de source à l'article, son insertion dans le texte est à faire par les notes de bas de page.
- La présentation des références doit suivre les conventions bibliographiques. Il est recommandé d'utiliser les modèles {{Ouvrage}}, {{Chapitre}}, {{Article}}, {{Lien web}} et/ou {{Bibliographie}}. Le mode d'édition visuel peut mettre en forme automatiquement les références.
- Insérer une infobox (cadre d'informations à droite) n'est pas obligatoire pour parachever la mise en page.

Pour une aide détaillée, merci de consulter Aide:Wikification.
Si vous pensez que ces points ont été résolus, vous pouvez retirer ce bandeau et améliorer la mise en forme d'un autre article.
 (janvier 2025).
Si vous disposez d'ouvrages ou d'articles de référence ou si vous connaissez des sites web de qualité traitant du thème abordé ici, merci de compléter l'article en donnant les références utiles à sa vérifiabilité et en les liant à la section « Notes et références ».
Un guide culturel, ou guide-conférencier, est une personne dont l'activité est d'accompagner des visiteurs dans leur découverte de sites touristiques où d'intérêt patrimonial, pour leur en faire une présentation commentée. Il possède une carte professionnelle de guide-conférencier qui est délivrée par les services préfectoraux après la validation d'un cursus universitaire qui va de la licence au master.

## Définition
Le cœur de métier du guide est la présentation du patrimoine sous toutes ses formes (matérielle et immatérielle) à différents types de publics, touristiques ou non. Le guide permet ainsi aux visiteurs qu'il accompagne de mieux connaître et de mieux comprendre l'héritage local, grâce à des visites qu'il conçoit et/ou anime. Il doit de fait posséder une solide culture générale, d'autant que les domaines de connaissance couverts par la profession sont extrêmement variés. On compte parmi ces derniers l'histoire, l'histoire de l'art et des styles, l'architecture, la géographie, l'ethnographie, la gastronomie, la littérature...
Interprète de l'art, le guide doit également pouvoir s'adresser au plus grand nombre en s'exprimant en langue étrangère. En France, la plupart des guides professionnels parlent l'anglais et une deuxième langue est souvent pratiquée. L'espagnol est la deuxième langue la plus parlée par les guides professionnels, l'italien et l'allemand tendent à se raréfier.
Le guide peut exercer son métier de façon indépendante, mais il peut également être employé par une institution locale (commune, office de tourisme, musée...). Le guide-accompagnateur peut quant à lui accompagner des visiteurs sur des excursions, des circuits ou des voyages organisés conçus par des sociétés de transport en autocar ou des agences réceptives. Sous l'effet de l'ubérisation, le métier de guide s'exerce de plus en plus de façon indépendante : les guides culturels ont de plus en plus recours à des plateformes (TripAdvisor, Musement ou Guides France) pour trouver des missions. Dans l'exercice quotidien de leur métier, les guides culturels cohabitent avec les Greeters sur les grands sites touristiques. La coexistence entre les guides-conférenciers et les Greeters s'avère parfois difficile, les uns étant des professionnels, les seconds étant des bénévoles.

## Histoire
Le métier de guide est relativement jeune. Il s'est développé à la fin du XIXe siècle lors des expositions universelles. En effet, au cours de ces manifestations internationales, les badauds aimaient louer les services de personnes locales afin de découvrir la ville, mais aussi comprendre les divers éléments présentés lors de ces expositions.
En France, lors de la création du premier office de tourisme le 23 juillet 1875, l'activité touristique commence à s'organiser. Le métier de guide sera officialisé par des formations dès 1992 grâce à l'action de professionnels, comme le fondateur de la formation de l'université Paris-Est Marne-la-Vallée ou celui de la formation de l'université Lumière Lyon-II. En 2012, ces formations ont été uniformisées. Ce sont des formations universitaires à valeur nationale. D'autre part, les différentes cartes professionnelles ont toutes été remplacées par la carte de guide-conférencier.

## Par pays

### France

#### Avant le 31 mars 2012
Les guides professionnels sont identifiables grâce à leur « carte de guide », document légal nécessaire à la conduite de visites commentées dans les musées nationaux et les monuments historiques. Avant la réforme des métiers du guidage mise en place en 2011 et appliquée en 2012, plusieurs cartes professionnelles permettaient d'exercer ce métier en France :
1. Guide-interprète régional (GIR)
2. Guide-conférencier des villes et pays d'art et d'histoire (GCVPAH)
3. Guide-interprète national (GIN)
4. Conférencier national (CN)

Les quatre cartes professionnelles s’obtenaient soit :
- pour les GIR : sur présentation du diplôme du brevet de technicien supérieur en animation et gestion touristiques locales (BTS AGTL), ou par la sanction d’un examen organisé à l’initiative des délégués régionaux au tourisme en région pour les titulaires d’un bac+2 national ou d’État.
- pour les GCVPAH : par la sanction d'un examen régional organisé par la Direction régionale des Affaires culturelles ouvert aux titulaires d’un bac+2.
- pour les GIN : par l’obtention du diplôme national de guide-interprète national (DNGIN) de niveau bac+3.
- pour les CN : par la sanction d’un concours national organisé conjointement par le service tourisme de la Direction générale de la compétitivité, de l'industrie et des services et le Ministère de la Culture ouvert aux titulaires d’un bac+4.

Les GIR et GCVPAH avaient exactement les mêmes compétences géographiques : la région dans laquelle ils avaient passé l'examen d'aptitude. La différence entre ces deux habilitations était que les GIR avaient obligatoirement une langue étrangère au minimum à leur actif et que les GCVPAH pouvaient aussi travailler en tant que salarié pour les collectivités territoriales labellisées et subventionnées VPAH.
Les GIN et CN avaient exactement les mêmes compétences géographiques : le territoire national. La différence entre ces deux habilitations était que les GIN avaient obligatoirement deux langues étrangères au minimum à leur actif et que le niveau acquis par les CN était bac+4 contre bac+3 pour les GIN.
Les organisations représentatives du métier de guide-culturel ou guide-conférencier sont : Ancovart, Guides France, le SPGIC et le SNG-C. Elles œuvrent pour la défense des intérêts matériels et moraux de la profession.

#### Depuis le 31 mars 2012
Au 31 mars 2012, toutes les cartes précédemment citées ont cessé d'être valides et ont été remplacées par une carte unique de « guide-conférencier ». Les guides titulaires des précédentes cartes ont pu en faire la demande par équivalence jusqu'au 31 mars 2013.
La carte professionnelle de guide-conférencier peut désormais être obtenue à la suite de la validation d'une licence professionnelle de guide-conférencier. Les titulaires d'un diplôme national de master ayant validé plusieurs unités d'enseignement relatives à la profession de guide-conférencier peuvent également obtenir cette carte, sous la forme d'une VAE.